# Gińki (sielsowiet Wołki)
Gińki (biał. Гінькі; ros. Гиньки) – wieś na Białorusi, w obwodzie witebskim, w rejonie postawskim, w sielsowiecie Wołki.

## Historia
W czasach zaborów w granicach Imperium Rosyjskiego.
W dwudziestoleciu międzywojennym wieś leżała w Polsce, w województwie wileńskim, w powiecie duniłowickim (od 1926 postawskim), w gminie Duniłowicze.
Według Powszechnego Spisu Ludności z 1921 roku zamieszkiwało tu 106 osób, wszystkie były wyznania rzymskokatolickiego i zadeklarowały białoruska przynależność narodową. Było tu 13 budynków mieszkalnych. W 1931 w 19 domach zamieszkiwało 100 osób.
Miejscowość należała do parafii rzymskokatolickiej w Duniłowiczach. Podlegała pod Sąd Grodzki w Duniłowiczach i Okręgowy w Wilnie; właściwy urząd pocztowy mieścił się w Duniłowiczach.
W 1938 roku wieś należała do gromady Borowe gminy Duniłowicze.